# Primeiros socorros psicológicos
Primeiros socorros psicológicos (PSP, ou PFA em inglês) é uma técnica projetada para reduzir a ocorrência de transtorno de estresse pós-traumático. Foi desenvolvida pelo Centro Nacional de Transtorno de Estresse Pós-Traumático (NC-PTSD), uma secção do Departamento de Assuntos de Veteranos dos Estados Unidos, em 2006. Foi endossada e usada pela Federação Internacional das Sociedades da Cruz Vermelha e do Crescente Vermelho, pela Equipa de Resposta a Emergências Comunitárias (CERT), pela Associação Americana de Psicologia (APA) e muitos outros. Foi desenvolvida enuma colaboração intensiva de dois dias, envolvendo mais de 25 investigadores de saúde mental em desastres, uma investigação online da primeira coorte que usou PFA e revisões repetidas do rascunho.

## Definição
De acordo com o NCTSN e o NC-PTSD, os primeiros socorros psicológicos são uma abordagem modular baseada em evidências para auxiliar pessoas imediatamente após desastres e terrorismo, a fim de reduzir o sofrimento inicial e promover o funcionamento adaptativo de curto e longo prazo. Foi utilizado por especialistas não especializados em saúde mental, como socorristas e voluntários. Outras características incluem cuidados pragmáticos não intrusivos e avaliação de necessidades. Os primeiros socorros psicológicos não envolvem necessariamente a discussão do evento traumático e evitam qualquer atividade associada a "debriefing", visto que essa técnica tem sido associada ao aumento das taxas de TEPT. 

### Componentes
- Protegendo contra danos futuros
- Oportunidade de conversar sem pressão
- Escuta ativa
- Compaixão
- Abordar e reconhecer preocupações
- Discutindo estratégias de enfrentamento
- Apoio social
- Oferecer-se para retornar à conversa
- Encaminhamento

### Passos
- Contacto e engajamento
- Segurança e conforto
- Estabilização
- Coleta de informações
- Assistência prática
- Conexão com apoios sociais
- Informações de enfrentamento
- Ligação com serviços

## História
Antes do PFA, havia um procedimento conhecido como debriefing. O debriefing era uma etapa necessária num treino comercialmente disponível para reduzir o TEPT, chamado "Gerenciamento de Estresse por Incidente Crítico" (CISM). O objetivo era reduzir a incidência de transtorno de estresse pós-traumático (TEPT) após um grande desastre. O TEPT é amplamente conhecido por ser debilitante; os pacientes experimentam esquiva, flashbacks, hipervigilância e dormência. Os procedimentos de debriefing tornaram-se obrigatórios após um desastre, com o objetivo de evitar que as pessoas desenvolvessem TEPT. A ideia por trás disso era promover o processamento emocional, incentivando a lembrança do evento. O debriefing tem origem nas forças armadas, onde as sessões tinham como objetivo aumentar o moral e reduzir o sofrimento após uma missão; no entanto, o Departamento de Defesa dos EUA descontinuou a prática em 2002 devido a evidências que indicavam que a prática aumentava as taxas de TEPT. O debriefing foi realizado numa única sessão com sete etapas: introdução, factos, pensamentos e impressões, reações emocionais, normalização, planjamento para o futuro e desligamento. 
O debriefing foi considerado, na melhor das hipóteses, ineficaz, e, na pior, prejudicial com alguns estudos descobrindo que as taxas de TEPT na verdade aumentaram como resultado do debriefing.  Existem várias teorias sobre por que o debriefing aumentou a incidência de TEPT. Primeiro, aqueles que provavelmente desenvolveriam TEPT não foram ajudados por uma única sessão. Segundo, ser reexposto muito cedo ao trauma pode levar à retraumatização. A terapia de exposição na terapia cognitivo-comportamental permite que a pessoa se ajuste aos estímulos antes de aumentar lentamente a gravidade. O debriefing não permitiu isto. Além disso, o sofrimento normal foi visto como patológico após um debriefing e aqueles que passaram por um trauma pensaram que tinham um transtorno mental porque estavam chateados. O debriefing pressupõe que todos reagem da mesma maneira a um trauma, e qualquer um que se desvie desse caminho é patológico. Mas há muitas formas de lidar com um trauma, especialmente logo depois que ele acontece.  

## Eficácia
Os PSP parecem abordar muitas das questões do debriefing. Não é obrigatório e pode ser feito em várias sessões e conecta aqueles que precisam de mais ajuda aos serviços. Ele lida com questões práticas que geralmente são mais urgentes e criam estresse. Também melhora a autoeficácia ao permitir que as pessoas lidem com as coisas à sua maneira. Os PSP têm tentado ser culturalmente sensíveis, mas se são ou não, não foi demonstrado. No entanto, uma desvantagem é a falta de evidências empíricas. Embora seja baseado em investigações, não é comprovado por investigações. Uma revisão integrativa de 2024 concluiu que a variação substancial nos protocolos de PFA limita a capacidade de chegar a conclusões científicas. Assim como o método de debriefing, o PFA tornou-se amplamente popular sem testes; no entanto, o debriefing está associado a resultados prejudiciais, enquanto os PSP evitam especificamente o debriefing.